# Seda Bakan
Seda Bakan (Gebze, 10 ottobre 1985) è un'attrice turca.

## Biografia
Nata a Gebze, in provincia di Kocaeli (Turchia) e di origine bosniaca emigrata da Sarajevo da parte di padre e di origine turca immigrata da Salonicco da parte di madre, Seda Bakan dopo aver completato l'istruzione primaria e secondaria, ha deciso di iscriversi presso il dipartimento di commercio estero dell'Università di Sakarya, dove al termine degli studi ha conseguito la laurea.
Nel 2007 ha iniziato la sua carriera di recitazione dopo aver preso parte al cast della serie Sana Mecburum, in cui ha ricoperto il ruolo di Leyla, seguita nel 2008 nella serie Pars: Narkoterör, in cui ha vestito i panni di Zülfiye - Zülüf. Nel 2009 ha fatto il suo debutto sul grande schermo con il ruolo di Meryem nel film Umut diretto da Murat Aslan. Nello stesso anno ha fatto parte del cast della serie Adanalı, nel ruolo di Başak e in quello della serie Geniş Aile, nel ruolo di Esma. Nel 2009 e nel 2010 ha vestito i panni di Güneş nella serie Makber, seguita nel 2010 dalla serie Şen Yuva, nel ruolo di Oya.
Dal 2010 al 2013 è stata scelta per interpretare il ruolo di Eda Akkaya nella serie poliziesca Behzat Ç. Bir Ankara Polisiyesi. Per essa, ha anche recitato nei film Behzat Ç. Seni Kalbime Gömdüm (2011) e Behzat Ç. Ankara Yanıyor (2013), entrambi diretti da Serdar Akar. Nel 2014 ha ricoperto di Yasemin / Deniz nel film Zaman Makinesi 1973 diretto da Aram Gülyüz. Nel 2014 e nel 2015 ha il ottenuto ruolo di Feyyza Özdemir nella serie Kardeş Payı, seguita nel 2015 nel film Kara Bela diretto da Burak Aksak, nel ruolo di Burcu.
Nel 2016 e nel 2017 ha fatto parte del cast della serie Bana Sevmeyi Anlat, nel ruolo di Leyla Aydın. Negli stessi anni ha fatto parte della giuria del programma Yetenek Sizsiniz Türkiye e nel 2018 ha preso parte al programma TOLGSHOW. Nello stesso anno ha vestito i panni di 232 / Dottoressa Alev / Pembe Şeker nel film Arif V 216 diretto da Kıvanç Baruönü, seguito nel 2019 dal film Öldür Beni Sevgilim diretto da Şenol Sönmez, nel ruolo di Demet. Nel 2020 ha ricoperto il ruolo di Ferda Erinç nella serie medica Il dottor Alì (Mucize Doktor) e quello di Kendi nel film Karakomik Filmler 2: Emanet diretto da Cem Yılmaz. Nel 2022 e nel 2024 ha ottenuto il ruolo di Leyla nella web serie Another Self (Zeytin Ağacı), seguita nel 2024 dal film Takan Takana diretto da Yunus Nihat Özcan, nel ruolo di Isil e nella web serie Esas Oğlan, nel ruolo di Selma.

## Vita privata
Seda Bakan dal 4 ottobre 2014 è sposata con il musicista Ali Erel, dal quale ha avuto due figlie.

## Filmografia

### Cinema
- Umut, regia di Murat Aslan (2009)
- Behzat Ç. Seni Kalbime Gömdüm, regia di Serdar Akar (2011)
- Behzat Ç. Ankara Yanıyor, regia di Serdar Akar (2013)
- Zaman Makinesi 1973, regia di Aram Gülyüz (2014)
- Kara Bela, regia di Burak Aksak (2015)
- Arif V 216, regia di Kıvanç Baruönü (2018)
- Öldür Beni Sevgilim, regia di Şenol Sönmez (2019)
- Karakomik Filmler 2: Emanet, regia di Cem Yılmaz (2020)
- Takan Takana, regia di Yunus Nihat Özcan (2024)

### Televisione
- Sana Mecburum – serie TV, 11 episodi (Kanal D, 2007)
- Pars: Narkoterör – serie TV, 1 episodio (Show TV, 2008)
- Adanalı – serie TV, 7 episodi (ATV, 2009)
- Geniş Aile – serie TV, 1 episodio (Kanal D, 2009)
- Makber – serie TV, 6 episodi (Star TV, 2009-2010)
- Şen Yuva – serie TV (ATV, Fox, 2010)
- Behzat Ç. Bir Ankara Polisiyesi – serie TV, 96 episodi (Star TV, 2010-2013)
- Kardeş Payı – serie TV, 35 episodi (Star TV, 2014-2015)
- Bana Sevmeyi Anlat – serie TV, 22 episodi (Fox, 2016-2017)
- Il dottor Alì (Mucize Doktor) – serie TV, 13 episodi (Fox, 2020)

### Web TV
- Another Self (Zeytin Ağacı) – web serie, 16 episodi (Netflix, 2022-2024)
- Esas Oğlan – web serie (GAİN, 2024)

### Cortometraggi
- Girdap, regia di Enes Yesilay e Adem Yesilay (2010)

## Programmi televisivi
- Avea On Air (2006) - guest star
- Number One TV Weekend (2006) - guest star
- Yetenek Sizsiniz Türkiye (TV8, 2016-2017) - giurata
- TOLGSHOW (Fox, 2018) - guest star

## Doppiatrici italiane
Nelle versioni in italiano dei suoi film e delle sue serie TV, Seda Bakan è stata doppiata da:
- Sophia De Pietro[19] in Another Self[20]
- Annalisa Usai[21] ne Il dottor Alì[22]

## Riconoscimenti
- Pantene Golden Butterfly Awards
  - 2015: Candidata come Miglior attrice comica per la serie Kardeş Payı
  - 2022: Candidata come Miglior serie internet per Another Self (Zeytin Ağacı)

- International Izmir Film Festival
  - 2020: Candidata come Miglior attrice in un film per Öldür Beni Sevgilim

- Sadri Alisik Theatre and Cinema Awards
  - 2018: Candidata come Miglior interpretazione di un'attrice in un film di commedia per Arif V 216